# Komeda Quintet
Komeda Quintet – zespół muzyczny założony przez Krzysztofa Komedę.
W jego skład wchodzili: Krzysztof Komeda na pianinie bądź fortepianie, Rune Carlsson na perkusji, Gunter Lenz na basie lub kontrabasie, Zbigniew Namysłowski na saksofonie altowym i Tomasz Stańko na trąbce. 
Wspólnie nagrali między innymi jedną z najsłynniejszych płyt Krzysztofa Komedy – Astigmatic.